# Richard Whitcomb
Richard T. Whitcomb (Evanston, 21 februari 1921 - Newport News, 13 oktober 2009) was een Amerikaans ruimtevaartingenieur.
Whitcomb bracht het grootste deel van zijn loopbaan door aan het "Langley Research Center" bij de NACA en zijn opvolger de NASA. Hij was bekend voor zijn bijdragen aan de aerodynamica, zoals de "aera rule". In de jaren 1960 ontwikkelde hij de "superkritische vliegtuigvleugel" en in de jaren 1970 de winglet.
Whitcomb overleed op 13 oktober 2009 op 88-jarige leeftijd aan een longontsteking.